# PHスタジオ
PHスタジオ（ピーエイチすたじお）は、都市に棲むことをテーマに、美術と建築を横断する活動を展開している美術家・写真家・建築家からなるユニットである。

## 概要
1984年、川俣正の初期のプロジェクトのアシスタントメンバーが独立し、結成される。同年、個展「家具φ展」（ヒルサイドギャラリー：東京）でデビュー。作品の範囲は、家具製作や住宅設計、ランドスケープ、アート・プロジェクトなど多岐にわたる。メンバーは、池田修、中川達彦、細淵太麻紀、小杉浩久。

## 主な作品・プロジェクト
- 1985年　ダンボール合戦 in 原宿（東京）、カンナシピモシリ（神奈川）
- 1986年　ネガアーキテクチャープロジェクトNO.1（東京）
- 1987年　ネガアーキテクチャープロジェクトNO.2（横浜）
- 1992年　ホームレスハウスプロジェクト（世田谷美術館）
- 1994年　連結送水管カバー（ファーレ立川）[4]、「えびす」-猫の抜け道（オオタファインアーツ：東京）
- 1994＋1996年　船をつくる話～灰塚アースワークプロジェクト（広島）[5]
- 1995年　ゆう・もあ・あーと大宮 風の通り道展（大宮）
- 1996年　オン・キャンプ／オフ・キャンプ（東京ビッグサイト）
- 1997年　北九州ビエンナーレ（北九州市立美術館）、「えびす市場」-猫の抜け道（オオタファインアーツ＋恵比寿市場：東京）
- 2000年　河岸段丘 - ノジュール　
越後妻有アートトリエンナーレ（新潟）
- 2002年　森のレストラン「ファーブル」（神戸市立自然の家）

## 関連文献
- 『PH STUDIO 1984-2002』　現代企画室、2003年　ISBN 9784773803051